# Prosciutto di Sauris
Le prosciutto di Sauris est une charcuterie à base de porc avec indication géographique protégée (IGP), produite par 2 entreprises de la commune de Sauris, dans la province d'Udine, selon une tradition de production bien définie. Il se distingue parmi tous les jambons italiens protégés par le léger fumage obtenu par combustion naturelle exclusivement de bois de hêtre.

## Matière première

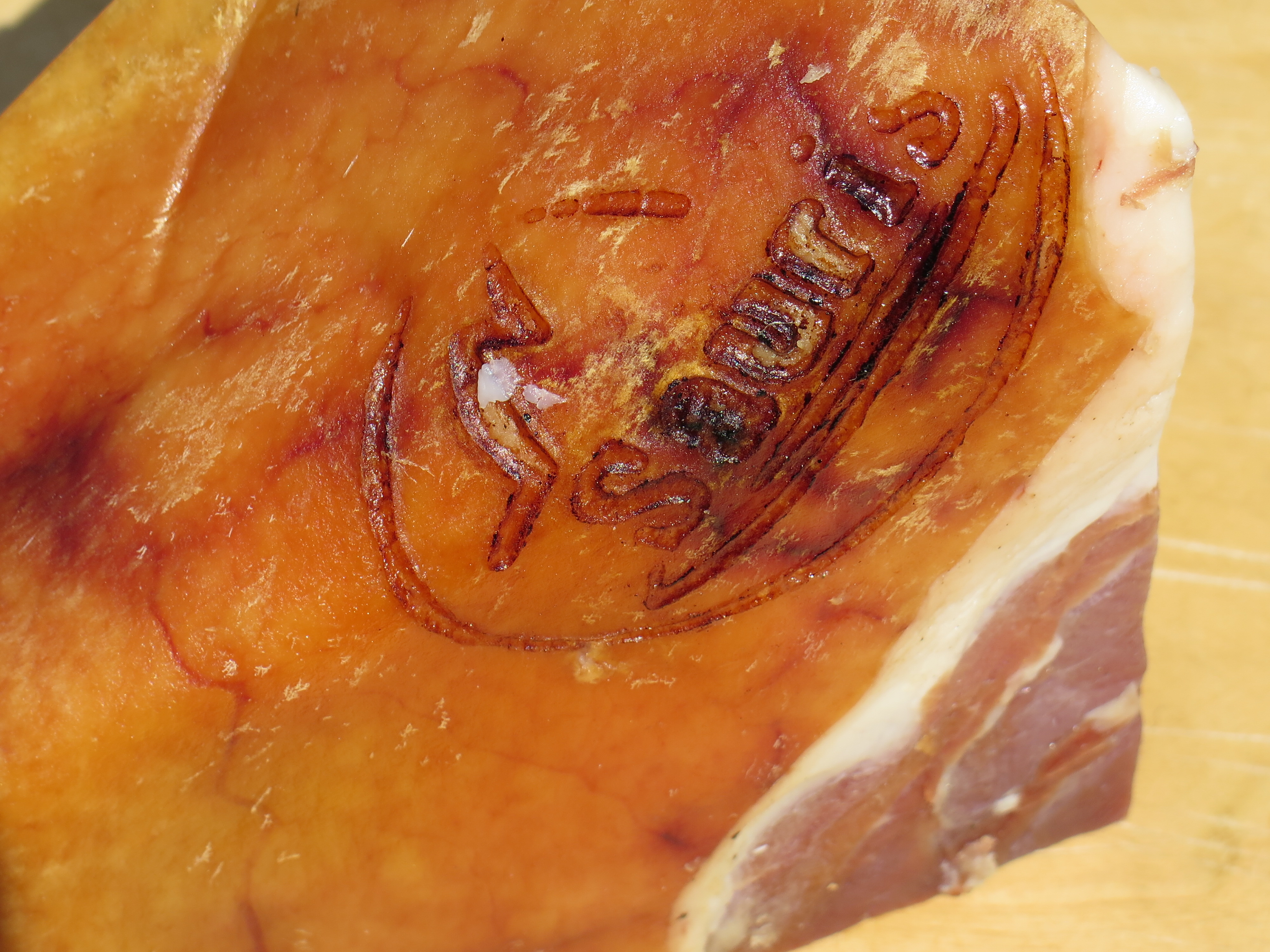
La marque « Sauris » estampillée sur la couenne du jambon.

Les porcs utilisés pour la préparation du jambon de Sauris proviennent de onze régions italiennes du nord et du centre de l'Italie (principalement du Frioul-Vénétie Julienne), où ils doivent être nés, élevés et abattus. La fabrication du produit, du salage au conditionnement, a lieu à Sauris.
L'alimentation des porcs destinés à la production doit suivre un règlement de production rigoureux.
Les ingrédients utilisés sont exclusivement du sel, du poivre et de l'ail. Les conservateurs sont interdits. Le cycle de production dure au moins 10 mois, dont au moins 8 en affinage naturel ; il est plus complexe à partir de 16 mois.

## Caractéristiques physico-chimiques
Le prosciutto di Sauris IGP (non dégraissé) contient en moyenne  2,1-2,2 % de sodium, 58-62 % d'eau, 28-30 % de protéines et 6-7 % de matières grasses.

## Caractéristiques organoleptiques
La couleur de la section maigre est uniformément rouge-rose ; la partie grasse est d'un blanc pur ou d'un blanc rosé ; il est délicat à l'odeur et a un goût incomparable de sucré et une douce note fumée.

## Accords
Le prosciutto di Sauris se marie bien avec les vins rouges frais et doux, de préférence ceux effervescents comme ceux des cépages Lambrusco et Croatina. Il convient d'éviter les vins avec des qualités élevées d'acidité et de sapidité qui rehausseraient le goût salé typique du salami, produisant un parfum métallique désagréable.

## Production
En 2009, plus de 40 000 jambons ont été produits.